# Tetracanthella carpatica
Tetracanthella carpatica är en urinsektsart som beskrevs av Stach 1947. Tetracanthella carpatica ingår i släktet Tetracanthella och familjen Isotomidae. Inga underarter finns listade i Catalogue of Life.